# Helius (Helius) pavoninus
Helius (Helius) pavoninus is een tweevleugelige uit de familie steltmuggen (Limoniidae). De soort komt voor in het Oriëntaals gebied.